# Мери Попинз отваря вратата
„Мери Попинз отваря вратата“ (на английски: Mary Poppins opens the door) е третата книга от поредицатa детски книги „Мери Попинз“ на австралийско-британската писателка Памела Травърз, публикуван през 1943 г.

## Сюжет
Внимание:  Текстът по-долу разкрива сюжета на произведението (или части от него)!
В нощта на Гай Фокс Мери Попинз пристига след последните фойерверки на семейство Банкс. Децата на Банкс Майкъл, Джейн, близнаците и Анабел я молят да остане. Тя неохотно се съгласява да октане докато вратата не се отвори. Когато разтревожената Джейн посочва, че вратата на детската стая винаги се отваря, тя изяснява „Другата врата“.
Г-жа Банкс кара Мери Попинз и децата де намерят акордьор на пиано, който се оказва братовчед на Мери, г-н Туигли. Когато Мери и децата го посещават, той се опитва да се освободи от седем желания, дадени му при раждането. Освен пиана г-н Туигли се специализира и в пойни птици като славеи, един от които той пуска, когато свършва. Той също така осигурява музикални кутии, на които децата на Мери и сем. Банкс да танцуват. Когато се прибират по-късно, пианото в гостната свири перфектно и когато децата на Банкс питат Мери какво се е случило, тя остро ги смъмря.
Други приключения в книгата включват Мери, която разказва историята на крал (за който се предполага, че е Старият крал Коул), който е бил надхитрен от котка (известна като „Котката, която погледна краля“), парковата статуя на момчето Нелей, която оживява за известно време по време на едно от техните излизания, посещението им на сладкарката Мис Калико и нейните летящи ментови пръчици, подводно парти, където Мери Попинз е почетен гост, и парти между приказни съперници в Пролуката между Старата година и Новата. Когато децата питат защо Мери Попинз, реален човек, е там, им се казва, че тя е сбъдната приказка. На следващата сутрин Джейн и Майкъл намират категорично доказателство за приключението от снощи и този път тя не го отрича, а просто им казва, че те също може да заживеят щастливо досега.
Накрая, след като Мери и децата имат един немагически (но въпреки това чуден) следобед, играейки на люлките в парка, жителите на града, както и много други герои от предишните две книги, се оказват пред къщата за прощално парти. Преди да влезе вътре, Мери призовава децата да бъдат добри и да запомнят всичко, което им е казала, и те разбират, че тя, а не другите герои, си тръгва. Те се втурват към детската стая, за да я видят отворена и отражението на вратата на детската стая в прозореца. След това Мери Попинз отваря чадъра си с глава на папагал и той се издига в небето, отнасяйки я със себе си. Децата на Банкс са щастливи, че е спазила обещанието си, като е останала, докато вратата се отвори. Г-жа Банкс пристига след това и вижда децата сами. Г-жа Брил й казва, че Мери Попинз отново е заминала и тя е обезпокоена какво ще прави без бавачка. Г-н Банкс е разсеян от музиката, която звучи навън, и насърчава жена си просто да забрави за това и да танцува с него. Когато свършва да танцува със съпругата си, той вижда нещо, което смята за метеорит (въпреки че това всъщност е Мери Попинз, която отлита на чадъра си) и всички си го пожелават. Децата искат да помнят Мери Попинз до края на живота си и едва ли не я виждат в звездата. Те махат и тя им маха в отговор. Те обещават никога да не я забравят и тя чува това, усмихва се и им маха, преди мракът да я скрие и те да видят нея и нейния чадър за последен път. Семейство Банкс въздиша, че Мери Попинз си е отишла, но те щастливо решават да седнат заедно до огъня. (Това вероятно означава, че родителите са решили да прекарват повече време с децата си благодарение на уроците на Мери).

## Герои
- Мери Попинз - млада бавачка. Не е бъбрива, доста е сурова, харесва ѝ да се облича елегантно и да се оглежда във витрините. Тя е същинска лейди, „абсолютно съвършена във всяко отношение“.
- Джейн - най-голямото дете на семейство Банкс
- Майкъл - синът на семейство Банкс и брат на Джейн
- Джон и Барбара - близнаците на семейство Банкс
- Г-н Банкс - банкер, който работи в Сити
- Г-жа Банкс - съпругата на г-н Банкс
- Анабел – бебе, най-малкото дете на сем. Банкс
- Бърт - кибритопродавач, приятел на Мери Попинз
- Адмирал Бум - съсед на семейство Банкс, къщата му е досущ като кораб
- Бинакъл – асистент на адмирал Блум
- Мисис Брил - готвачка на семейство Банкс
- Елън - чистачка на семейство Банкс
- Робъртсън Ай - градинар на семейство Банкс
- Кейти - бивша бавачка на семейство Банкс
- Мис Ларк – съседка на семейство Банкс
- Мисис Кори – старица, има магазин са курабии
- Фани и Ани – гигантските дъщери на мисис Кори
- Жената с птиците –  старица, която седи на стълбите на катедралата „Сейнт Пол“ и храни птиците.
- Албърт Уиг – вуйчо на Мери Попинз
- Фред Туигли – братовчед на Мери Попинз
- Пазач на парка
- Професор – възрастен жител на улица „Черешова“
- Полицай Егбърт – местният полицай
- Андрю и Желания – кучетата на мис Ларк
- Артър и Топси Търви – братовчедът на Мери Попинз и неговата съпруга
- Жена с балони – възрастна продавачка на балони
- Коминочистач – работил е за мис Ларк, адмирал Бум и сем. Банкс
- Чичо Доджър  и Нели Рубина – две дървени кукли, които имат магазин
- Нелей – мраморна статуя на момче с делфин
- Продавач на сладолед
- Кмет – местният кмет
- Общински съветници
- Британски премиер
- Мис Андрю – властна бивша бавачка на г-н Банкс

## Глави
- Първа глава. Пети ноември
- Втора глава. Желанията на мистър Туигли
- Трета глава. Котарак, който гледаше краля
- Четвърта глава. Мраморното момче
- Пета глава. Ментовите кончета
- Шеста глава. Големия прилив
- Седма глава. Безкрайното щастие
- Осма глава. Другата врата